# Grafschaft Osona
Die Grafschaft Osona, auf Katalanisch Comtat d’Osona (im frühen Mittelalter auch Ausona), ist eine der historischen katalanischen Grafschaften, zu der das entsprechende Bistum Osona gehörte; ihre Grenzen stimmen grob mit denen der heutigen Comarca Osona überein. Die Hauptstadt der Grafschaft war Vic.

## Grafen von Osona
- Borrell von Osona 798–820
- Rampó 820–825
- Bernhard von Septimanien (Bernat) 825–826
- Aissó/Guillemó (Rebellen) 826–827
- Interregnum 827–879 (mit der Grafschaft Barcelona vereinigt)
- Grafen von Barcelona 879–939
- Ermengol 939–943
- Grafen von Barcelona 943–1035 (Haus Barcelona)
- Guillem I. (Sohn von Berengar Raimund I. (Berenguer Ramón I)) 1035–1054
- Guisla de Lluça (Witwe Berengar Raimunds I.) 1035–1054
- Grafen von Barcelona 1054–1107
- Ximena (Tochter von Raimund Berengar III. (Ramón Berenguer III.)) 1107 bis zu ihrem Tod 1149
- Grafen von Barcelona von 1149 bis 1356
- Bernat (III.) von Cabrera 1356–1364
- 1364 mit der Krone vereinigt

Der Titel ging 1383 zurück an die Familie Cabrera, wurde 1574 vom Markgrafen von Aitona verkauft und kam 1772 durch Heirat an den Herzog von Medinaceli.
Neben dem Grafen gab es auch Vizegrafen von Osona, die später ihren Titel in Vizegrafen von Cabrera änderten.